# Nero Burning ROM
Nero Burning ROM – oprogramowanie służące do nagrywania dysków optycznych pod kontrolą systemu Windows. Współpracuje z wieloma nagrywarkami – do wielu z nich do niedawna był dołączany standardowo, obecnie jego miejsce zajął uproszczony Nero Express. Nero Burning ROM jest jednym z najbardziej zaawansowanych programów w swojej klasie, pozwalającym nagrywać wiele rodzajów danych na płytach CD/DVD. Potrafi zapisywać dane w trybie wielosesyjnym. Wchodzi on w skład pakietu Nero składającego się z większej liczby programów.
Nazwa programu jest grą słów, nawiązującą do Nerona (Nero), który wsławił się m.in. tym, że był podejrzewany o spalenie Rzymu (ang. burning Rome), co z kolei odnosi się do wyrażenia „burning (CD)ROM”.

## Nero Linux
Wersja tego popularnego programu dla systemów unixowych została wydana 12 marca 2005 roku jako darmowy „upgrade” dla użytkowników posiadających już Windowsowy odpowiednik. NeroLinux posiada większość funkcji okienkowej wersji i używa do działania graficznej biblioteki GTK+. Od 12 grudnia 2007 roku dostępna jest darmowa wersja testowa dla wszystkich.

## Podobne programy
- K3b dla systemów uniksopodobnych
- Brasero dla systemów uniksopodobnych
- CloneCD
- Alcohol 120%
- Ulead Burn.Now